# دنفر (آيوا)
دنفر (بالإنجليزية: Denver, Iowa)‏ هي مدينة تقع في ولاية آيوا في الولايات المتحدة. تبلغ مساحة هذه المدينة 4.27 (كم²)، وترتفع عن سطح البحر 289 م، بلغ عدد سكانها 1780 نسمة في عام 2012 حسب إحصاء مكتب تعداد الولايات المتحدة.

## التركيبة السكانية
قام مكتب تعداد الولايات المتحدة بتحديد بيانات التركيبة السكانية لدنفر في تعداد الولايات المتحدة. في ما يلي، التركيبة السكانية حسب تعدادي 2000 و2010.

### تعداد عام 2000
بلغ عدد سكان دنفر 1,627 نسمة بحسب تعداد عام 2000، وبلغ عدد الأسر 648 أسرة وعدد العائلات 476 عائلة مقيمة في المدينة. في حين سجلت الكثافة السكانية 1,177.9 نسمة لكل ميل مربع (454.8/كم2). وبلغ عدد الوحدات السكنية 672 وحدة بمتوسط كثافة قدره 486.5 نسمة لكل ميل مربع (187.8/كم2).
وتوزع التركيب العرقي للمدينة بنسبة 98.52% من البيض و 0.18% من الأمريكيين ذوي الأصول الآسيوية و 0.18% من الأمريكيين الأفارقة و 0.74% من عرقين مختلطين أو أكثر.
بلغ عدد الأسر 648 أسرة كانت نسبة 36.4% منها لديها أطفال تحت سن الثامنة عشر تعيش معهم، وبلغت نسبة الأزواج القاطنين مع بعضهم البعض 62.8% من أصل المجموع الكلي للأسر، ونسبة 9.3% من الأسر كان لديها معيلات من الإناث دون وجود شريك، وكانت نسبة 26.4% من غير العائلات. تألفت نسبة 24.4% من أصل جميع الأسر من أفراد ونسبة 14.7% كانوا يعيش معهم شخص وحيد يبلغ من العمر 65 عاماً فما فوق. وبلغ متوسط حجم الأسرة المعيشية 2.93، أما متوسط حجم العائلات فبلغ 2.46.
بلغ العمر الوسطي للسكان 40 عاماً. وكانت نسبة 6.0% بين الثامنة عشر والأربعة وعشرون عاماً، ونسبة 25.9% كانت واقعةً في الفئة العمرية ما بين الخامسة والعشرون حتى والأربعة وأربعون عاماً، ونسبة 25.0% كانت ما بين الخامسة والأربعون حتى الرابعة والستون، ونسبة 16.7% كانت ضمن فئة الخامسة والستون عاماً فما فوق. يوجد لكل 100 أنثى 89.6 ذكر، ويوجد لكل 100 أنثى في الثامنة عشر من عمرها فما فوق 81.5 ذكر.
بلغ متوسط دخل الأسرة في المدينة 44,375 دولار، أما متوسط دخل العائلة فبلغ 53,958 دولار. وكان متوسط دخل الذكور 41,731 دولار مقابل 24,830 دولار للإناث. وسجل دخل الفرد الخاص بالمدينة 20,791 دولار. وكانت نسبة 2.1% من العائلات ونسبة 2.4% من السكان تحت خط الفقر، وكان من هؤلاء نسبة 0.9% تحت سن الثامنة عشر ونسبة 3.9% في الخامسة والستين من العمر وما فوق.

### تعداد عام 2010
بلغ عدد سكان دنفر 1,780 نسمة بحسب تعداد عام 2010، وبلغ عدد الأسر 701 أسرة وعدد العائلات 504 عائلة مقيمة في المدينة. في حين سجلت الكثافة السكانية 1,085.4 نسمة لكل ميل مربع (419.1/كم2). وبلغ عدد الوحدات السكنية 731 وحدة بمتوسط كثافة قدره 445.7 لكل ميل مربع (172.1/كم2).
وتوزع التركيب العرقي للمدينة بنسبة 98.8% من البيض و 0.1% من الأمريكيين الأصليين و 0.3% من الأمريكيين ذوي الأصول الآسيوية و 0.1% من الأمريكيين الأفارقة و 0.4% من عرقين مختلطين أو أكثر.
بلغ عدد الأسر 701 أسرة كانت نسبة 34.5% منها لديها أطفال تحت سن الثامنة عشر تعيش معهم، وبلغت نسبة الأزواج القاطنين مع بعضهم البعض 62.2% من أصل المجموع الكلي للأسر، ونسبة 7.3% من الأسر كان لديها معيلات من الإناث دون وجود شريك، بينما كانت نسبة 2.4% من الأسر لديها معيلون من الذكور دون وجود شريكة وكانت نسبة 28.1% من غير العائلات. تألفت نسبة 23.8% من أصل جميع الأسر من أفراد ونسبة 12.9% كانوا يعيش معهم شخص وحيد يبلغ من العمر 65 عاماً فما فوق. وبلغ متوسط حجم الأسرة المعيشية 2.97، أما متوسط حجم العائلات فبلغ 2.50.
بلغ العمر الوسطي للسكان 38.5 عاماً. وكانت نسبة 26.5% من القاطنين تحت سن الثامنة عشر، وكانت نسبة 6.9% بين الثامنة عشر والأربعة وعشرون عاماً، ونسبة 25.8% كانت واقعةً في الفئة العمرية ما بين الخامسة والعشرون حتى والأربعة وأربعون عاماً، ونسبة 24.1% كانت ما بين الخامسة والأربعون حتى الرابعة والستون، ونسبة 16.7% كانت ضمن فئة الخامسة والستون عاماً فما فوق. وتوزع التركيب الجنسي للسكان بنسبة 47.6% ذكور و52.4% إناث.

## وصلات خارجية
- The City of Denver, Iowa Website